# باشگاه فوتبال نیروی دفاعی باربادوس
باشگاه فوتبال نیروی دفاع باربادوس در پاراگون در کلیسای مسیح مستقر است. آنها بازی‌های خانگی خود را در شهر بریج‌تاون، در دسته اول باربادوس، لیگ برتر باربادوس انجام می‌دهند. نیروی دفاعی باربادوس همچنین اسپانسر یک تیم دسته دوم است. هر دو تیم معمولاً "نیروی دفاعی باربادوس" یا به سادگی بی‌دی‌اف نامیده می‌شوند.

## افتخارات
- لیگ برتر باربادوس: ۶
- جام حذفی باربادوس: ۳
- سوپر جام باربادوس: ۱